# Trichiocercus mesomelas
Trichiocercus mesomelas är en fjärilsart som beskrevs av Walker. Trichiocercus mesomelas ingår i släktet Trichiocercus och familjen tandspinnare. Inga underarter finns listade i Catalogue of Life.